# Bördeaue
Bördeaue ist eine Gemeinde im Salzlandkreis in Sachsen-Anhalt. Sie gehört der Verbandsgemeinde Egelner Mulde an.
Die Gemeinde entstand am 1. Januar 2010 aus dem freiwilligen Zusammenschluss der Gemeinden Unseburg und Tarthun.
Der Zusammenschluss erfolgt vor dem Hintergrund der Gemeindegebietsreform in Sachsen-Anhalt und der im Begleitgesetz festgeschriebenen Mindestanzahl von 1000 Einwohnern in Gemeinden, die einer Verbandsgemeinde angehören.

## Ortsteile

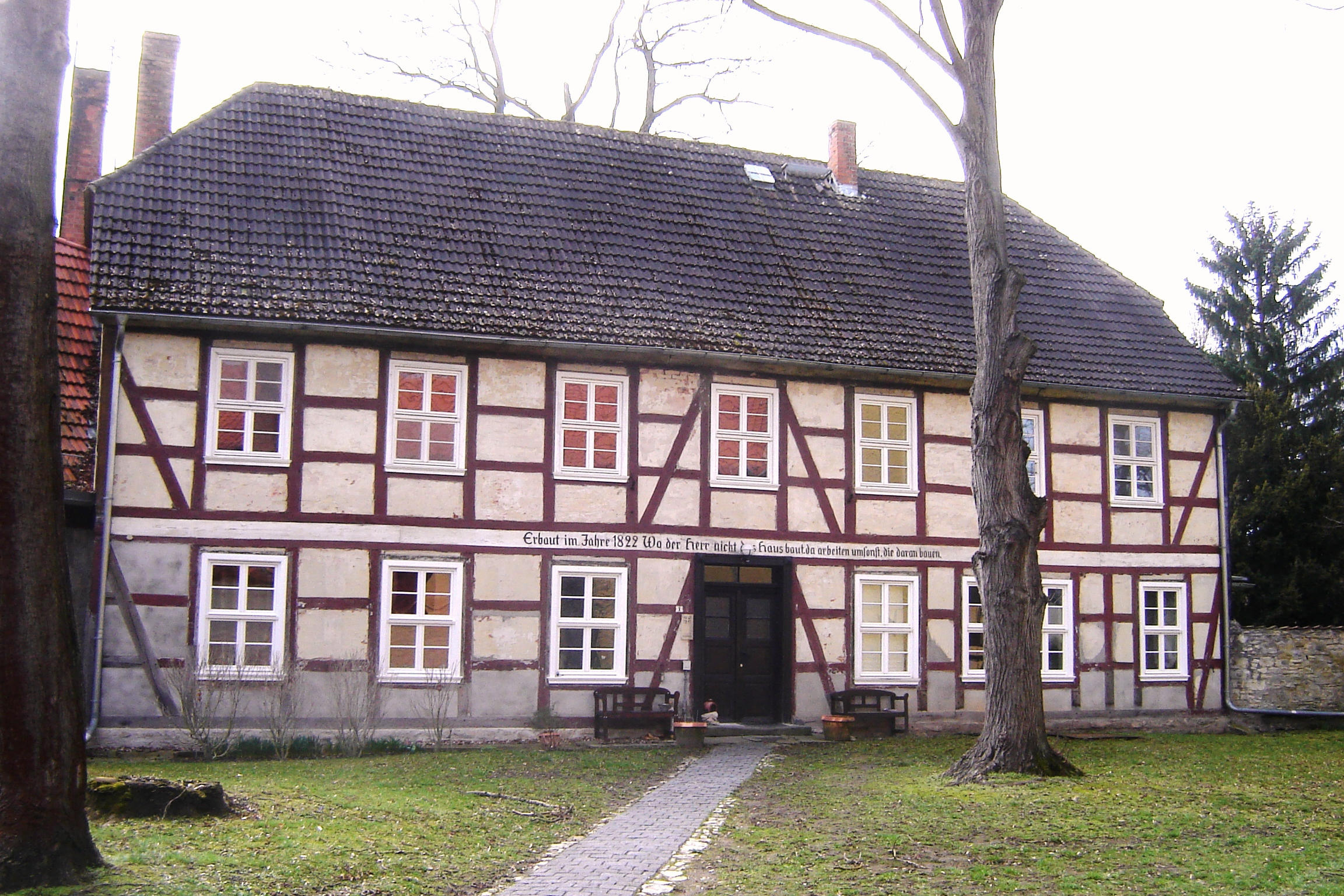
Unseburg Evangelisches Pfarrhaus

- Tarthun
- Unseburg

## Politik

### Bürgermeister
Peter Fries (CDU) wurde im September 2016 wiedergewählt.

### Wappen
Das Wappen wurde am 27. April 2010 durch den Landkreis genehmigt.
Blasonierung: „Geviert von Rot und Gold; Feld 1: eine silberne Burg mit zwei gezinnten Türmen, einer schwarzen Toröffnung, je einem schwarzen Fenster in den Türmen und gezinnten schräg abfallenden Seitenmauern über blauem Wasser mit silbernen Wellenlinien, Feld 2: ein Taubenturm mit blauem Pfeiler, silbernem Fachwerkhäuschen mit schwarzen Balken und Stützen und blauem Zeltdach, bekrönt von einer gestielten blauen Kugel, Feld 3: ein blauer Wellenbalken, Feld 4: ein silbernes Bergmannsgezähe.“
Der gevierte Schild beinhaltet im Feld 1 das Wappen der Ortschaft Unseburg, im Feld 2 das Wappen der Ortschaft Tarthun, im Feld 3 einen blauen Wellenbalken in Anlehnung an die Lage an der Bode und im Feld 4 das Bergmannsgezähe (Schlägel und Eisen) mit Bezug auf den bis in die Gegenwart betriebenen Bergbau.
Die Farben der Gemeinde sind Weiß – Rot.
Das Wappen wurde vom Magdeburger Kommunalheraldiker Jörg Mantzsch gestaltet und nach Beschluss des Gemeinderates vom 4. Februar 2010 ins Genehmigungsverfahren geführt.

### Flagge
Die Flagge ist rot – weiß – rot (1:4:1) gestreift (Querform: Streifen waagerecht verlaufend, Längsform: Streifen senkrecht verlaufend) und mittig mit dem Gemeindewappen belegt.

## Söhne und Töchter der Gemeinde
- Hans-Joachim Einbrodt (1927–2007), deutscher Arzt, Hygieniker und Hochschullehrer, geboren in Unseburg